# Pęcław
Pęcław (in tedesco Puschlau) è un comune rurale polacco del distretto di Głogów, nel voivodato della Bassa Slesia.
Ricopre una superficie di 64,13 km² e nel 2004 contava 2 305 abitanti.